# 부랴트인
부랴트인(부랴트어: ᠪᠤᠷᠢᠶᠠᠳ Buryaad, 러시아어: Буриад)은 부랴트어를 사용하는 몽골계 민족이다. 인구는 436,000 명으로 부랴트 공화국을 중심으로 거주하고 있지만, 최근에는 러시아인과의 혼혈이 진행되고 있다. 러시아에 400,000명, 몽골과 중국에 7만 1000 명이 거주하고 있다. 가장 북단에 거주하고 있는 몽골어계 민족이다. 부랴트인은 유목 생활이나 게르 생활 등의 풍습을 가지고 있다.

## 유명한 부랴트인
- 이리나 판타예바 - 슈퍼모델, 영화배우
- 유리 예하누로프 - 우크라이나의 총리
- 우게치 카사하 - 북원 시대 오이라트부 지도자

## 부랴트의 역사
부랴트 인들은 몽골어계 유목민족이다. 13세기에 몽골 제국의 일원이었다. 1666년, 러시아의 코사크 기병대 야영지가 들어서기도 했다. 현재 대다수가 부랴트 공화국에 살고 있다.

## 같이 보기
- 러시아의 불교
- 극동 공화국